# Rue Olivier-Métra (Paris)
Pour les articles homonymes, voir Rue Olivier-Métra.
La rue Olivier-Métra est une voie située dans le quartier de Belleville du 20e arrondissement de Paris, en France.

## Origine du nom

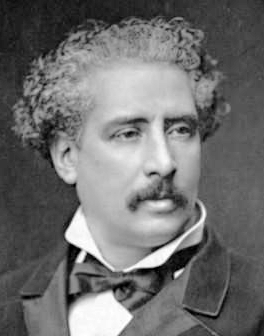
Olivier Métra.

Elle porte le nom du compositeur et chef d'orchestre français Jules Louis Olivier Métra (1830-1889).

## Historique
La rue est ouverte à travers les jardins de l'ancien couvent des moines de Picpus fermé en 1790.
Alors qu'elle est dénommée depuis un arrêté du 24 juin 1907, cette voie est finalement ouverte par un décret du 30 janvier 1912 par la ville de Paris, entre les rues Pixérécourt et Frédérick-Lemaître.
Par un décret du 27 février 1924, elle est prolongée entre les rues Frédérick-Lemaître et Levert.

## Bâtiments remarquables et lieux de mémoire

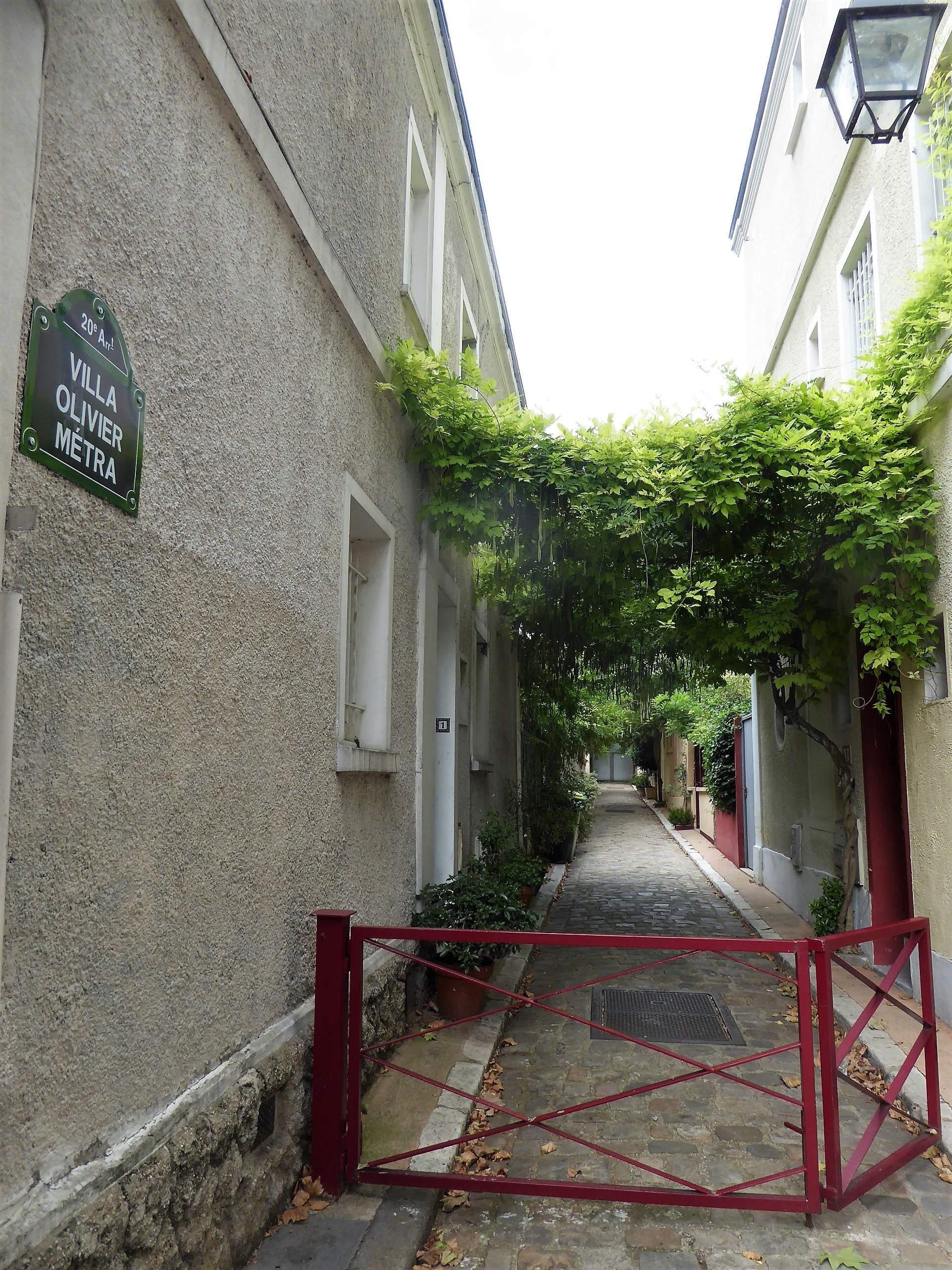
Villa Olivier Métra, entrée.

Entrée de la villa Olivier-Métra au no 28.
Une école maternelle publique se trouve au no 29 et une école élémentaire publique aux nos 22-24.